# Liste der Monuments historiques in Corseul
Die Liste der Monuments historiques in Corseul führt die Monuments historiques in der französischen Gemeinde Corseul auf.

## Liste der Bauwerke
| Bezeichnung                                         | Beschreibung                       | Standort               | Kennzeichnung | Schutzstatus | Datum | Bild           |
| --------------------------------------------------- | ---------------------------------- | ---------------------- | ------------- | ------------ | ----- | -------------- |
| Site gallo-romain de Monterfil                      |                                    | (Lage)                 | PA00135251    | Inscrit      | 1995  | weitere Bilder |
| Vestiges archéologiques gallo-romains du Clos-Mulon | Ausgrabungen                       | Rue César Mulon (Lage) | PA00089757    | Classé       | 1990  | weitere Bilder |
| Site gallo-romain du Haut-Bécherel mit Marstempel   |                                    | (Lage)                 | PA00089068    | Classé       | 1840  | weitere Bilder |
| Reste des Château de Montalifant                    | Schloss, erbaut im 13. Jahrhundert | (Lage)                 | PA00089067    | Inscrit      | 1926  | weitere Bilder |

## Liste der Objekte

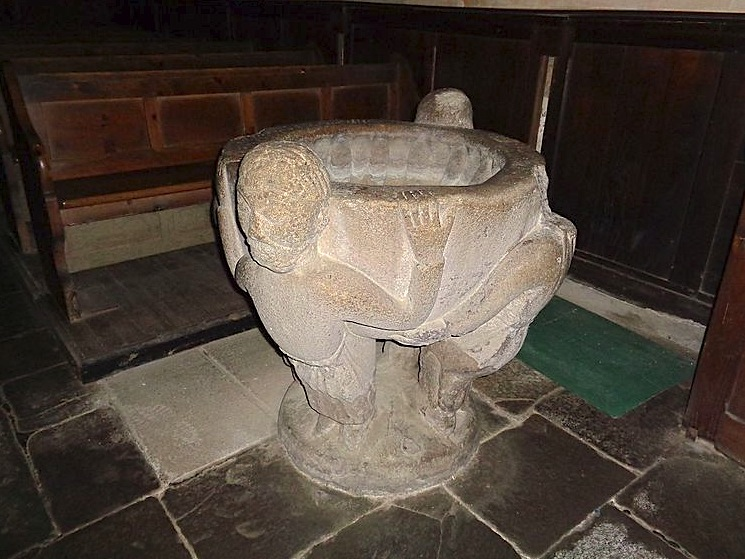
Weihwasserbecken (15. Jahrhundert) in der Kirche St-Pierre

- Monuments historiques (Objekte) in Corseul in der Base Palissy des französischen Kultusministeriums

Siehe auch: Weihwasserbecken (Corseul)